# Johanna Ikonen
Johanna Ikonen   (Eno, 9 de gener de 1969) és una jugadora d'hoquei sobre gel finlandesa, ja retirada, que va competir entre el 1988 i el 2001. Jugava de defensa.
El 1998 va prendre part en els Jocs Olímpics d'Hivern de Nagano, on guanyà la medalla de bronze en la competició d'hoquei sobre gel.
En el seu palmarès també destaquen quatre medalles de bronze al Campionat del món i tres medalles d'or i una de bronze al Campionat d'Europa. Amb la selecció finlandesa jugà un total de 87 partits. A nivell de clubs jugà al Joensuun Kiekkopoikia, HIFK, Kerava Shakers, Kiekko-Espoota i Itä-Helsingin Kiekkoa. Amb els Shakers guanyà la lliga finlandesa de 1994, 1995 i 1996.
Un cop retirada passà a exercir d'entrenadora en diferents equips.